# Beats & Bruises
Beats & Bruises är ett studioalbum av Miss Li, utgivet den 16 mars 2011.

## Låtlista
1. Devil's Taken Her Man
2. I Can't Get You Off My Mind
3. My Man
4. Shoot Me
5. You Could Have It (So Much Better Without Me)
6. Forever Drunk
7. Hit It
8. Arrested
9. Billy's Got A Gun
10. Modern Family
11. Are You Happy Now

## Listplaceringar
| Lista (2011) | Topplacering |
| ------------ | ------------ |
| Sverige      | 13           |

### Fotnoter
1. ↑  Annah Björk (11 mars 2011). ”Miss Li: Beats & Bruises” (på svenska). Expressen. https://www.expressen.se/noje/recensioner/musik/miss-li-beats--bruises-9/. Läst 25 januari 2023.
2. ↑  ”Beats & Bruises” (på engelska). Discogs. 12 mars 2011. http://www.discogs.com/Miss-Li-Beats-Bruises/master/620056. Läst 27 december 2014.
3. ↑  ”Beats & Bruises”. Swedishcharts. 12 mars 2011. http://www.swedishcharts.com/showitem.asp?interpret=Miss+Li&titel=Beats+%26+Bruises&cat=a. Läst 27 december 2014.